# Arxiu
|  | Per a altres significats, vegeu «Arxiu (desambiguació)». |

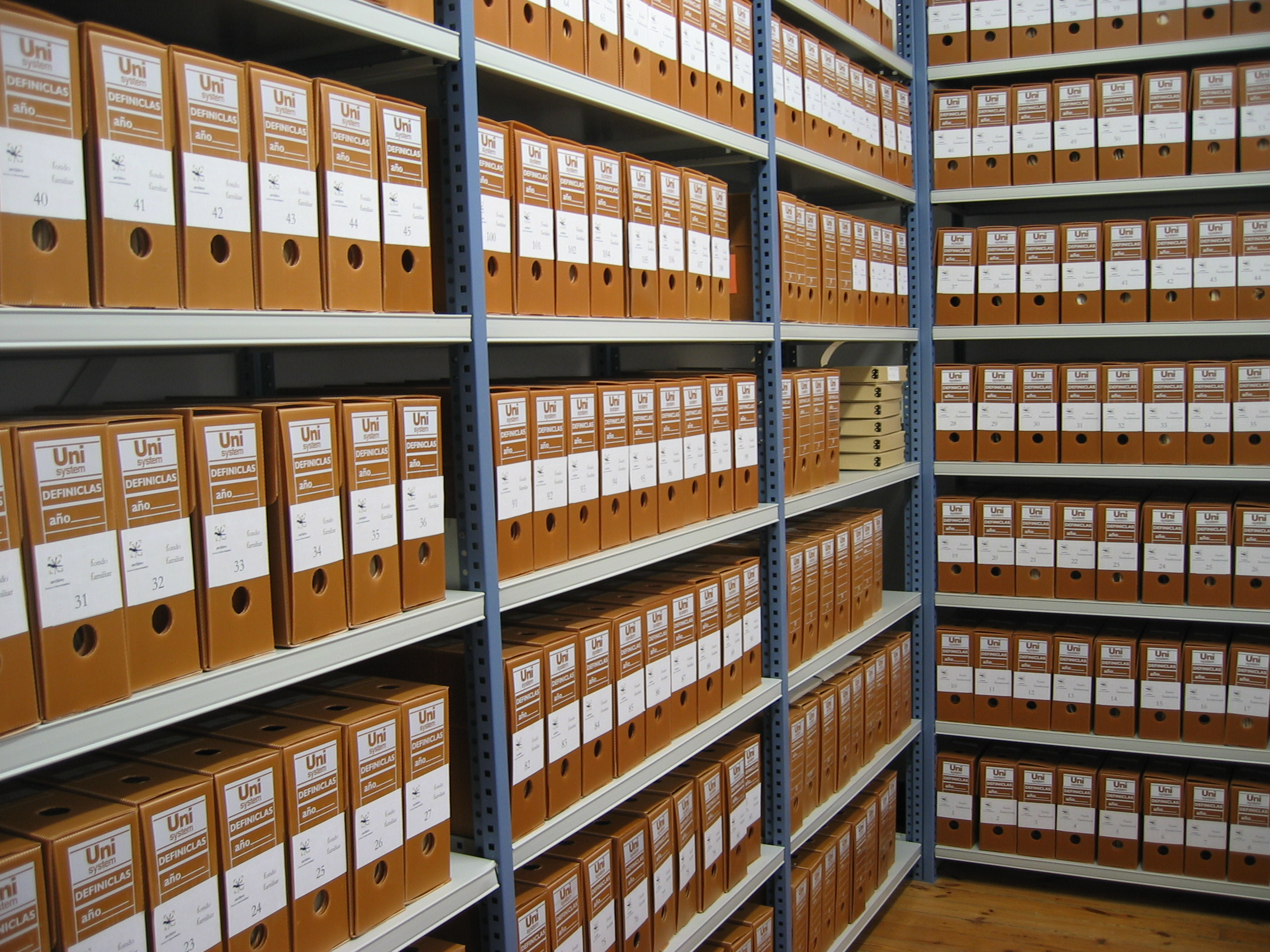
Arxiu organitzat en caixes arxivadores

Els arxius són l'objecte principal de la ciència arxivística.
El terme arxiu ha anat evolucionant al llarg de la història, paral·lelament a la ciència arxivística, però actualment ve definit per tres accepcions, fixades pel Consell Internacional d'Arxius:
- Conjunt de documents, de qualsevol data, forma o suport material, produïts o rebuts per tota persona física o moral, i per tot servei o organisme públic o privat, en l'exercici de la seva activitat, conservats pel seu productor o els seus successors per a les seves necessitats, o bé transmesos a la institució arxivística competent, per raó del seu valor arxivístic.
- Institució responsable de la reunió, del tractament, de l'inventari, de la conservació i de la comunicació dels arxius (anomenat també servei d'arxius).
- Edifici o part de l'edifici on són conservats i comunicats els arxius (anomenat també dipòsit d'arxiu).

Malgrat ser una definició internacionalment acceptada, encara continua existint certa polèmica i se segueixen matisant les diferents accepcions.
La primera accepció d'arxiu no s'ha de confondre amb el terme col·lecció, els documents de la qual estan agrupats i conservats segons criteris facticis i subjectius (temàtica, suport, etc.).

## Etimologia
El mot arxiu prové del llatí archivum ("registres escrits"), que alhora prové del grec arkheion ("ajuntament o edifici públic"), que deriva de arkhe ("principi, origen o primer lloc").
El terme grec pot fer referir-se a documents públics o arxiu, o bé a col·legi o cos de magistrats.
Igualment, arkheion té la mateixa arrel que el substantiu arkhé, que significa inici o origen, però també poder, autoritat, magistratura o govern.

## Funcions i finalitat

### Funcions
Les funcions dels arxius també han anat variant i evolucionant en el temps. Actualment encara no existeix consens entre els diferents autors, però es poden establir unes funcions bàsiques:
- Gestionar tot el cicle vital dels documents, des de la seva creació fins a la seva conservació definitiva, assegurant-ne les transferències.
- Dissenyar els mecanismes i procediments propis de tot sistema de gestió documental per a garantir-ne la seva gestió i conservació.
- Identificar els fons i els documents.
- Avaluar i seleccionar els documents per decidir si han de ser conservats o eliminats (expurgats).
- Elaborar els instruments de descripció i classificació dels documents, indispensables per a controlar cada document, l'accés que hi poden tenir els usuaris i assegurar-ne una recuperació ràpida i eficient en qualsevol moment.
- Custodiar els documents i preservar-los en correctes condicions ambientals (per evitar fongs, insectes, etc.). Respecte als documents electrònics i els seus suports, estudiar i proposar els criteris tècnics necessaris per a la seva conservació.
- Proposar i implementar les mesures de seguretat necessàries per a la conservació i protecció de la documentació.
- Garantir l'accés, la consulta i el servei de còpia als usuaris i ciutadans, respectant els drets d'accés i la protecció de dades.
- Desenvolupar polítiques d'educació i difusió del patrimoni històric i cultural que suposen els fons públics.
- Assessorar a les organitzacions i ciutadans en matèria arxivística. Proposar accions formatives pels usuaris dels arxius de gestió per tal que creïn i gestionin els conjunts documentals de manera ordenada, segons el sistema de gestió establert per la institució productora.

### Finalitat
La principal finalitat de l'arxiu és garantir el seu ús exhaustiu i efectiu com a recurs bàsic d'informació a través de la seva difusió i accés, al servei de:
1. Les institucions o persones productores dels arxius, amb una finalitat jurídica i administrativa.
2. Els ciutadans, mitjançant els arxius públics, per garantir la transparència administrativa i els principis democràtics,[9] així com els seus drets i obligacions, amb una finalitat informativa.
3. La investigació i difusió del patrimoni cultural, amb una finalitat cultural i històrica.

## Tipologia d'arxius
Existeixen diverses tipologies d'arxius, les quals s'organitzen depenent dels següents factors:
Segons la personalitat jurídica del productor:
- Arxius públics: Reuneixen documents produïts i/o rebuts per persones físiques o jurídiques en el transcurs d'activitats administratives regides pel dret públic. Són inalienables i no poden ser destruïts.[11]
- Arxius privats: Reuneixen documents produïts i/o rebuts per persones físiques o jurídiques en el transcurs d'activitats no regides pel dret públic.[11]

Segons el cicle vital dels documents:
- Arxius històrics: Conjunt de documents inactius, que han perdut la seva vigència administrativa, però que són conservats perquè han adquirit un valor permanent secundari, històric o cultural. Segons la segona accepció d'arxiu, també són les institucions culturals que custodien i difonen la documentació amb valor permanent.[12]
- Arxius administratius: Conjunt de documents actius, corresponents a les tres primeres etapes del seu cicle vital, amb plena vigència administrativa, legal i/o financera.[13] Poden ser:

1. Arxius de gestió o d'oficina: Reuneixen documentació en tràmit i de consulta administrativa continuada. Els documents no poden superar els cinc anys.
2. Arxius centrals: Coordinen les funcions dels arxius de gestió i reuneixen documentació provinent d'aquests, la qual encara és vigent però ja no està en tràmit i la seva consulta no és tan freqüent. Els documents no poden superar els 30 anys a nivell estatal i els 15 anys a nivell de la Generalitat.
3. Arxius intermedis: Reuneixen documentació procedent dels arxius centrals, un cop la seva consulta ja és molt esporàdica i han perdut la seva vigència administrativa (que no legal). Els documents es conserven fins a la seva eliminació o transferència a l'arxiu històric i mai poden superar els 50 anys a nivell estatal i els 30 anys a nivell de la Generalitat.

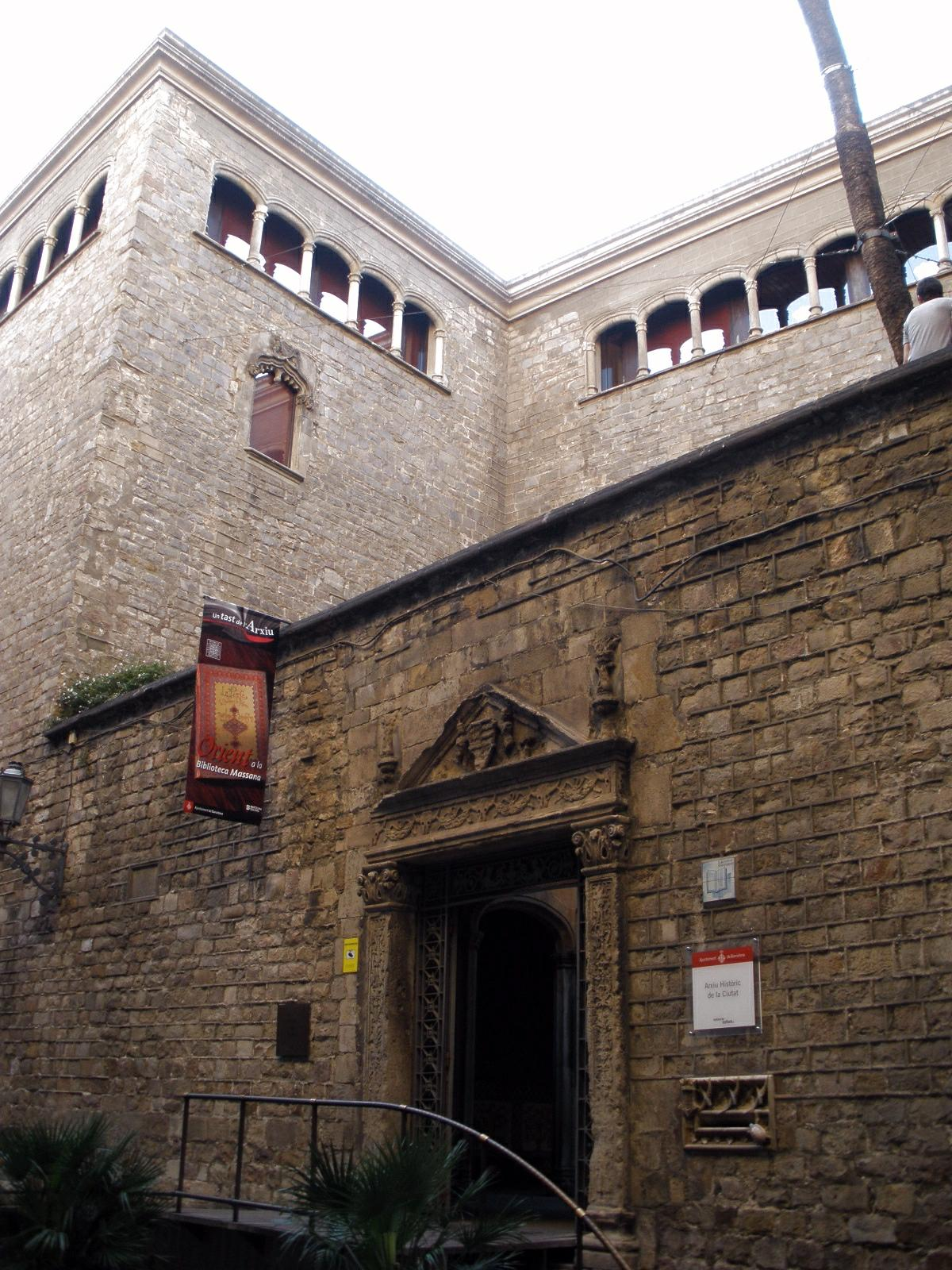
Arxiu Històric de la Ciutat de Barcelona

Segons l'àmbit territorial dels fons que custodien:
- Arxius nacionals o generals
- Arxius regionals
- Arxius provincials
- Arxius comarcals
- Arxius municipals

Segons l'organisme productor:
- Arxius de l'administració central
- Arxius de l'administració perifèrica
- Arxius de l'administració autonòmica
- Arxius de l'administració local
- Arxius de l'administració judicial
- Arxius militars
- Arxius universitaris
- Arxius d'associacions i fundacions
- Arxius eclesiàstics
- Arxius empresarials
- Arxius patrimonials o familiars
- Arxius personals
- Arxiu Hospitalari

## Evolució històrica dels arxius

### Època antiga o arxius de Palau
Durant aquesta època apareixen els primers arxius, conservats en palaus i temples, com a institucions amb entitat pròpia. A Grècia seran anomenats Arkheion i a Roma Tabularium.
Aquests primers arxius són instruments jurídic-administratius que apleguen documents autèntics amb valor legal i probatori, custodiats per responsables específics. Tot i que la gestió del poder i dels documents està molt lligada, els arxius tenen cert caràcter públic (dret d'accés i còpia a Grècia).
Al segle VII aC ja trobem ordres governamentals, sentències judicials i contractes en un palau d'Egipte. A Grècia, la documentació s'aplega als temples: al segle iv aC, al temple de Cybele, trobem un autèntic arxiu central que conté de forma ordenada lleis, processos del consell o de l'assemblea dels ciutadans, actes judicials i comptes públics, amb dret d'accés i còpia als ciutadans, pel que es podria considerar el primer moment d'arxiu de caràcter públic. A Roma, els arxius fixes o Scrinia stataria es conserven als soterranis dels temples de Saturn i Júpiter, juntament amb els tresors, però també existeixen els Scrinia viatoria, que són seleccions de documents que viatgen amb l'emperador.

### Època medieval (s. XII – XV) o època dels cartorals
Amb la caiguda de l'Imperi romà, el dret romà és substituït pel dret germànic, que es basa en el procediment oral i la prova testimonial. Així doncs, el document escrit pateix una forta decadència.
A partir del segle xii, reneix el dret romà i també la importància del document escrit. D'altra banda, apareixen unes administracions més evolucionades i es difon l'ús de paper, que substitueix el pergamí. Aquest factors fan que s'incrementi la producció documental. Els arxius que apareixen en aquesta època, i que perduraran durant tot l'antic règim, estan vinculats als nous grups socials i les noves institucions jurídiques. D'aquesta manera, neixen els arxius reials, municipals, notarials i eclesiàstics.
L'augment del volum de documentació a causa de la diversificació administrativa afavoreix l'aplicació de registres documentals i nous sistemes de classificació. Igualment, desapareix la noció d'arxiu públic i es dona molta importància a l'autenticitat, la qual ve determinada per les formalitats diplomàtiques i pels segells.
Durant aquesta època, la professió d'arxiver no existeix com a tal, sinó que només és una funció associada a la formació dels notaris i secretaris, que consisteix a tenir cura de la conservació dels documents, en armaris o cofres.

### Època moderna (s. XVI – principis s. XIX) o arxius com arsenals de l'autoritat
Durant l'època moderna l'arxiu és considerat com una font de poder, fet que es tradueix en com arrelen els conceptes de patrimonialitat, que considera l'arxiu com una propietat, de secretisme, que fa els arxius impenetrables, i d'inaccessibilitat, que implica un important control de la informació.
També és en aquest moment quan s'inicia la concentració dels dipòsits documentals i la sedentarització dels òrgans de poder i dels seus serveis. Igualment, també apareix l'expedient com a resultat seqüencial i acumulatiu d'un tràmit administratiu, contraposat als documents solts de l'època medieval.
Finalment, durant l'època moderna també comencen a intuir-se dos canvis importants que acabaran de desenvolupar-se en el període següent: l'inici de la funció històrica i cultural dels arxius i el naixement dels primers textos sobre teoria arxivística.

### Època contemporània (principis s. XIX – mitjans s. XX)
Durant l'època contemporània es concentren en grans dipòsits els documents de les institucions centrals de l'Estat, de les institucions desaparegudes després de la fi de l'antic règim i de les institucions afectades per les desamortitzacions.
Els arxius passen a ser propietat de la nació i, per tant, comencen a estar al servei dels ciutadans, els quals hi poden accedir lliurement. El nacionalisme i el romanticisme converteixen els arxius en centres per a la investigació històrica i cultural, pel que la vessant històricocultural de l'arxiu va adquirint més importància, en detriment de la jurídicoadministrativa, fet que causa la ruptura entre els arxius administratius i els arxius històrics.
També durant aquest període es creen els centres especialitzats per a la formació d'arxivers i els òrgans per a la direcció de la política arxivística de cada país.
Finalment, l'augment de la producció documental i la creació d'arxius nacionals motiva una evolució destacable de l'arxivística, amb la formulació d'alguns dels principis bàsics.

### Els arxius en la societat de la informació
A partir de la segona meitat del segle xx, els arxius comencen a experimentar una important evolució. L'arxivística recupera les seves funcions administratives i, per tant, ja no s'ocupa només dels arxius històrics, sinó també dels arxius de gestió.
A causa de l'enorme volum de documentació i de les necessitats informatives de les societats democràtiques, que faciliten l'accés dels documents a la ciutadania, canvia notablement la concepció dels documents. Per exemple, apareix el concepte de cicle vital dels documents i neix el sistema de gestió documental. Igualment, és també en aquest context quan apareixen els sistemes arxivístics propis de cada estat i les institucions internacionals d'arxivers.
Aquesta nova visió dels arxius no només afecta els arxius públics, sinó que també afecta els arxius privats.
Finalment, és important considerar l'aparició dels documents electrònics i tots els canvis i nous reptes que aquests aporten.

## Situació dels arxius a Catalunya
L'administració local catalana (ajuntaments i diputacions) ha preservat molts dels arxius històrics catalans, sobretot amb la generalització de llurs institucions arxivístiques entre les quals es poden destacar l'Arxiu Municipal de Barcelona i l'Arxiu Municipal de Girona, així com els de la majoria de capitals de comarca.

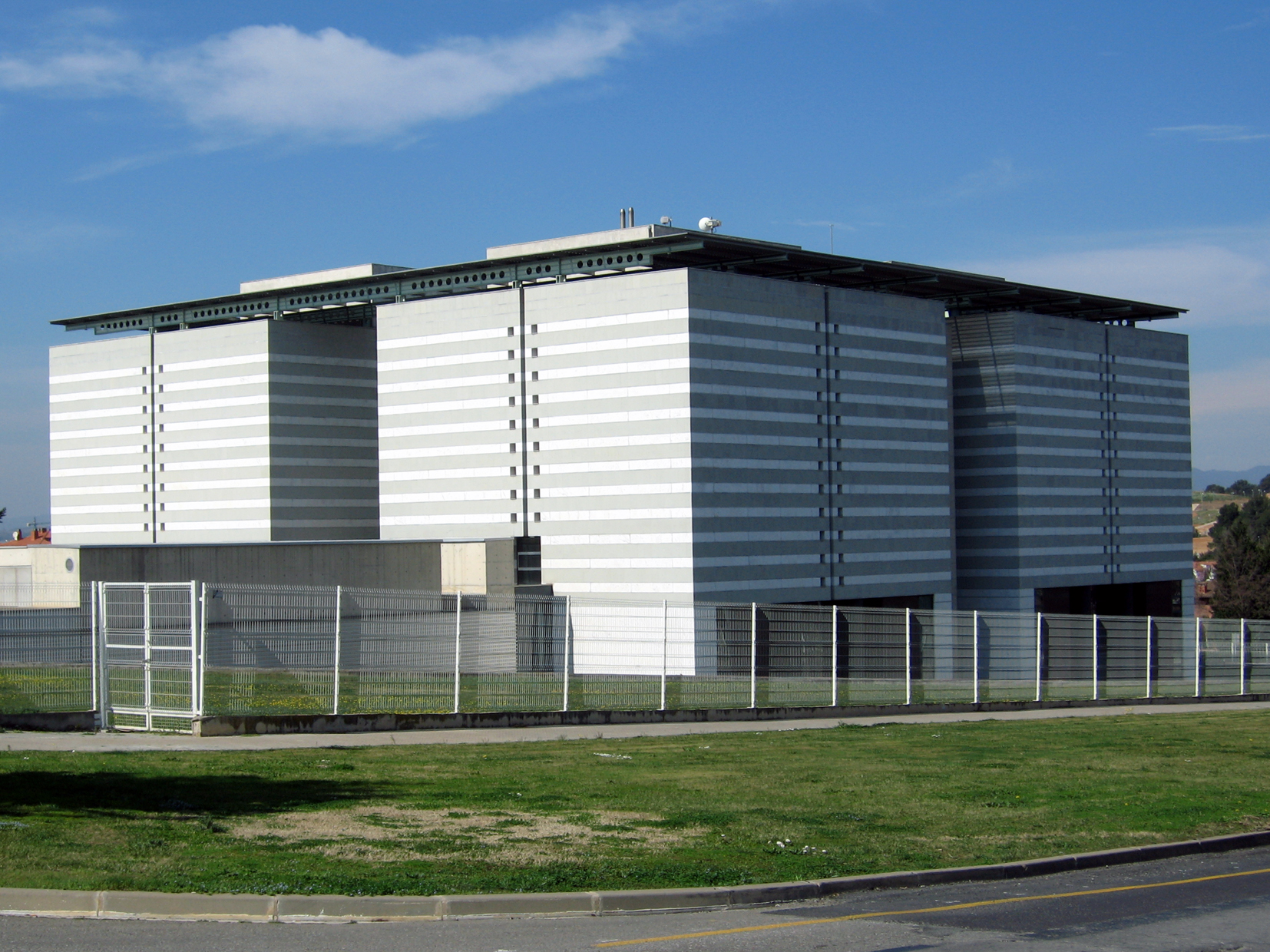
Arxiu Nacional de Catalunya

El 1980 la Generalitat va fundar l'Arxiu Nacional de Catalunya com a clau de volta del sistema documental que generaria l'administració a partir d'aquell moment, i també per fer-se càrrec del manteniment de tots aquells arxius particulars que fossin cedits. Des de llavors, la Generalitat també ha anat creant una xarxa d'arxius històrics comarcals per tal de conservar la documentació d'aquells ajuntaments o particulars del territori que així ho volguessin. A més a més, a través del seu sistema d'arxius, la Generalitat també gestiona la documentació històrica de Girona, Lleida, Tarragona i Barcelona (entre la qual hi ha els fons notarials catalans).
Pel que fa a l'administració espanyola a Catalunya, cal dir que controla els arxius de les seves delegacions i subdelegacions (organismes hereus dels antics governs civils provincials, delegacions provincials d'hisenda, audiències territorials, delegacions ministerials, etc.). Però el més destacat de tots és l'Arxiu de la Corona d'Aragó, el segon arxiu històric més important d'Europa, després del del Vaticà, el qual recull la documentació dels antics comte-reis.
En el camp privat hi ha nombrosos arxius entre els quals destaquen per la seva antiguitat els de l'Església catòlica: des dels locals de les parròquies fins als diocesans i catedralicis. També és remarcable l'Arxiu Històric de Protocols de Barcelona del Col·legi de Notaris de Catalunya. Igualment, per tot el territori es conserven els arxius de les famílies propietàries de terres i els arxius d'indústries i empreses, així com els produïts per intel·lectuals, sobretot del món de la cultura i les lletres.

## Situació dels arxius al País Valencià
Des de l'any 1974 la Unitat Docent de Paleografia i Diplomàtica de la Universitat de València va tutelar la creació de catàlegs d'arxiu.
El dia 11 de juny del 1998 s'implantà la Llei del Patrimoni Cultural Valencià (Llei 4/1998). L'article 15.4 que obliga a inventariar els Béns d'interés cultural.

## Situació dels arxius a Andorra
S'establí un arxiu nacional anomenat Arxiu Nacional d'Andorra (ANA), que conté uns 77.000 documents.

## Situació dels arxius a Corea del Sud
Durant els anys que van del 1948 al 1993 l'organització que s'encarregava de la gestió arxivística dels documents presidencials era Serveis de Documents i Arxius del Govern. La gestió arxivística era regulada per ordenances (l'Ordenança de Gestió de Treball d'Oficines i la Regulació per a la Classificació i Preservació dels Documents Públics), no per una llei arxivística comprehensiva. Els documents d'arxiu no estaven pensats per a ser accedits públicament.
El 1999 es promulgà la Llei de Gestió de Documents Públics Coreans.

## El valor dels arxius en la nostra societat
Les funcions que desenvolupen els arxius estan encarades a donar servei a la societat: a les administracions i les empreses, per tal de ser més eficaces i eficients en la gestió de la documentació i de la informació; al ciutadans, per tal de garantir els drets de lliure accés a la informació i fer-los compatibles amb la preservació de la intimitat; i a la societat en general, per esdevenir el custodi de la memòria i poder tenir un coneixement precís i crític del passat, així com fomentar la investigació i polítiques d'acció cultural.
L'actual consideració que es dona als arxius com a memòria de la humanitat ha fet créixer la consciència sobre l'interès de preservar-los. El 1950 va fundar-se el Consell Internacional d'Arxius, sota el paraigua de la UNESCO, el qual fou molt important pel floriment d'aquesta conscienciació arreu del món.